# Élections municipales de 1995 à Limoges
Les élections municipales françaises de 1995 à Limoges se sont déroulées les 11 et 18 juin 1995.

## Contexte
L'élection se tient un mois après l'élection présidentielle dont Jacques Chirac est sorti vainqueur face à Lionel Jospin, battu au second tour, et Édouard Balladur, éliminé au premier.
Alain Rodet, 51 ans, est maire PS de la ville depuis 1990, date à laquelle il a succédé à Louis Longequeue, décédé en cours de mandat. Limoges est dirigée par la gauche depuis 1912, date à laquelle Léon Betoulle, député, accéda au fauteuil de maire, en exceptant la période d'Occupation, où André Faure, classé à droite, fut installé par le régime de Vichy.
Face à lui, RPR et UDF s'entendent pour présenter la candidature d'Alain Marsaud, 46 ans, élu député deux ans plus tôt, figure montante de la droite locale mais fragilisé par son soutien à Charles Pasqua, lui-même soutien de Balladur à l'élection présidentielle.
Les écologistes des Verts rallient pour partie la liste Rodet, tandis que certains choisissent de constituer une liste indépendante.

## Résultats
Alain Rodet, maire sortant à la tête d'une liste d'union de la gauche regroupant socialistes, communistes, radicaux et écologistes indépendants, l'emporte dès le premier tour, et pour la première fois sur son nom. Alain Marsaud, à la tête d'une liste d'union RPR-UDF, signe un score sensiblement voisin de celui de Michel Bernard en 1989, mais l'échec de la liste écologiste empêche l'éparpillement de la gauche qui avait causé le ballotage de Louis Longequeue, maire PS, à ce scrutin.
| Tête de liste | Tête de liste    | Liste                                    | 1er tour | 1er tour | 1er tour |
| Tête de liste | Tête de liste    | Liste                                    | Voix     | Voix     | Sièges   |
| ------------- | ---------------- | ---------------------------------------- | -------- | -------- | -------- |
|               | Alain Rodet      | Union de la gauche (PS-PCF-MRG-MDC- ECO) | 28 868   | 50,38 %  | 44       |
|               | Alain Marsaud    | RPR-UDF                                  | 21 587   | 37,67 %  | 11       |
|               | Antoine Orabona  | FN                                       | 2 331    | 4,07 %   |          |
|               | Bernard Devalois | DVG                                      | 1 556    | 2,72 %   |          |
|               | Josette Réjou    | Les Verts                                | 1 500    | 2,62 %   |          |
|               | Claudine Roussie | EXG                                      | 1 461    | 2,55 %   |          |